# Hilger Hertel der Jüngere
Hilger Hertel der Jüngere (* 21. März 1860 in Kevelaer; † 1918 in Münster) war ein deutscher Architekt, der – wie sein Vater Hilger Hertel der Ältere – vor allem auf dem Gebiet des katholischen Sakralbaus hervortrat.

## Leben
Hilger Hertel der Jüngere war der Sohn des Münsterischen Diözesanbaumeisters Hilger Hertel (gen. Hilger Hertel der Ältere) und Bruder des Architekten Bernhard Hertel (1862–1927) und des Bildhauers Adalbert Hertel (1868–1952). Nach seinem Studium war Hertel zunächst als Regierungsbaumeister (Assessor im öffentlichen Bauwesen) in der staatlichen preußischen Bauverwaltung tätig. 1914 engagierte er sich als Vorsitzender der Baukommission im Komitee zur Vorbereitung des 61. Katholikentages in Münster.
Hertel war, wie sein Vater, Mitglied der katholischen Studentenverbindung VKDSt Saxonia Münster (ab 1882) und zudem noch der KDStV Bavaria Bonn, jeweils im CV.

## Bauwerke
Hier eine nicht vollständige Auflistung der Bauwerke, die Hilger Hertel dem Jüngeren zugeschrieben werden können:
| Bild                                     | Bauzeit         | Bauwerk               | Ort                      | Beschreibung |
| ---------------------------------------- | --------------- | --------------------- | ------------------------ | --- |
|                                          | 1890–1893       | St. Pankratius        | Ahlen-Vorhelm            | |
| Rathaus Billerbeck                       | 1891–1892       | Rathaus               | Billerbeck               | Der Grundstein wurde am 27. Mai 1891 gelegt, nach nicht ganz einjähriger Bauzeit wurde das Rathaus am 7. März 1892 eröffnet. |
| St. Petrus Waltrop                       | 1891–1894       | St. Petrus            | Waltrop                  | Erweiterung des zentralen Baus und des Querhauses |
|                                          | 1892–1895       | St. Ludgerus          | Borken-Weseke            | |
| St. Pankratius Osterfeld                 | 1893–1895       | St. Pankratius        | Oberhausen-Osterfeld     | |
| St. Mariä Himmelfahrt Hamminkeln         | 1895            | St. Mariä Himmelfahrt | Hamminkeln               | Neubau |
| St. Gudula Rhede                         | 1898–1901       | St. Gudula            | Rhede                    | |
| St. Josef Graes                          | 1898            | St. Josef             | Ahaus-Graes              | Die kleine neugotische Saalkirche mit Polygonalchor und Turmbau erhielt 1949–1953 unter Wechsel der Ausrichtung einen Erweiterungsbau durch die Architektengemeinschaft Wolters und Berlitz, Coesfeld |
| St. Johannes Baptist in Greffen          | 1899            | St. Johannes          | Harsewinkel-Greffen      | Die zwei Mittelschiffsgewölbe und der Chor des spätgotischen Vorgängerbaus wurden zur neugotischen Hallenkirche umgebaut. |
| Heilig-Kreuz-Kirche in Münster           | 1899–1902       | Heilig-Kreuz-Kirche   | Münster                  | Die Grundsteinlegung der Heilig-Kreuz-Kirche erfolgte 1899 durch Bischof Hermann Dingelstad. Nach dreijähriger Bauzeit wurde sie – zunächst als Rektoratskirche von Liebfrauen-Überwasser – geweiht. |
| St. Georg Strücklingen                   | 1899–1900       | St. Georg             | Strücklingen (Saterland) | neugotische Stufenhalle mit vorgestelltem Westturm und eingezogenem, polygonalen Chor |
| St. Peter und Paul, Cappeln              | 1900–1902       | St. Peter und Paul    | Cappeln                  | |
| Liebfrauenkirche Bochum                  | 1901            | Liebfrauenkirche      | Bochum-Linden            | Erweiterung der Seitenschiffe und des Querhauses |
|                                          | 1901–1903       | Herz-Jesu-Kirche      | Gelsenkirchen-Resse      | Nachdem Resse zur Rektoratspfarre erhoben wurde, konnte 1901 mit dem Bau einer Kirche begonnen werden. Die Kosten wurden auf 179.000 Mark veranschlagt. Am 25. Oktober 1903 wurde die Kirche von Bischof Hermann Dingelstad unter dem Patronat St. Petrus und Lucia eingeweiht. Seitdem die Gemeinde am 15. November 1903 zur eigenständigen Pfarrei erhoben wurde, ist die Pfarrei dem Heiligsten Herzen Jesu geweiht. |
| St .Pankratius Emsdetten, Turm           | 1903            | St. Pankratius        | Emsdetten                | Neubau des Turms |
| Heilg Kreuz Ellewick                     | 1903–1904       | Heilg Kreuz           | Vreden-Ellewick          | Neubau, 1938 umgebaut und erweitert |
| Lünten, St. Bruno                        | 1906            | St. Bruno             | Vreden-Lünten            | Neugotische Saalkirche, 1966 um Querhaus erweitert |
| Liebfrauenkirche Bottrop                 | 1908–1909, 1914 | Liebfrauenkirche      | Bottrop-Eigen            | |
| St. Johannes Baptist in Magdeburg-Salbke | 1909–1912       | St. Johannes Baptist  | Magdeburg-Salbke         | |
| St. Franziskus Elsten                    | 1910            | St. Franziskus        | Elsten                   | Neubau |
|                                          | 1913            | Verbindungshaus       | Münster                  | Eigentum der VKDSt Saxonia Münster |